# جيم إغان (لاعب كرة قاعدة)
جيم إغان (بالإنجليزية: Jim Egan)‏ هو لاعب كرة قاعدة أمريكي، ولد في 1858 في دربي في الولايات المتحدة، وتوفي في 26 سبتمبر 1884 في نيو هيفن في الولايات المتحدة.

## وصلات خارجية
- جيم إغان على موقعبيزبول رفرنس.كوم (الدوري الرئيسي) (الإنجليزية)